# 아르헨티나의 음악
다음은 아르헨티나의 음악에 관한 설명이다.
아르헨티나 음악이라면 탱고가 유명하다. 그러나 탱고는 아르헨티나 전체를 대표하는 음악이라기보다 부에노스아이레스의 다운타운 음악으로 특수하게 발달한 것이다.  이에 대하여 아르헨티나 전국에 분포하는 음악은 이른바 폴크로레라고 부르는 것, 즉 민족음악이다. 아르헨티나에는 지방에 따라 여러 가지 민속무용의 형식이 전해지며, 그 총수는 100에 가깝다. 하지만 그 주된 것은 북부 고원지방의 칼나바리트, 바이레시트, 서부 안데스산 기슭의 쿠에카, 토나다, 동부 라플라타강 유역의 폴카, 차마메, 페리콘, 그들 여러 지방에 둘러싸인 중앙부의 북쪽지방(산티아고, 코르도바 등의 여러 주)의 삼바, 가트, 에스콘디도, 차카렐라, 그보다 남쪽의 팜파 대초원지방의 마람보 등이다.  멕시코와 마찬가지로 아르헨티나도 라틴 음악의 기본 3요소 중의 흑인요소가 없고 에스파냐계와 인디오계의 2요소로 성립되고 있으며, 위에서 말한 여러 종류의 댄스 리듬은 대부분이 6/8박자(칼나바리토는 예외)다. 가트나 차카렐라 등은 그 전형적인 것으로, 6박자와 3박자가 엇갈리는 복잡한 폴리 리듬을 기타로 표현한다.  그러나 제2차대전 후에는 삼바가 폴크로레의 중심이 되었다. 이는 브라질의 삼바와는 별개이며 역시 6박자이나, 가아트나 차카렐라보다도 템포가 늦으며 많은 경우 달콤한 멜로디와 사랑을 제재로 한 가사를 지니고 있다. 즉, 쿠바나 멕시코의 볼레로에 상당하는 사랑의 노래가 아르헨티나에서는 삼바인 것이다.  이 삼바가 대체로 멜랑콜릭한 무드를 가지고 있는 데 대하여, 더욱 밝고 경쾌한 리트라레냐라는 음악이 1960년부터 번성해 왔다. 이는 라플라타강 유역의 차마메가 인접국 파라과이의 음악을 흡수하여 발전한 것으로 보아도 될 수 있다.   삼바나 리트라레냐를 주류파로 하는 오늘날의 폴크로레는, 민속음악이라기보다는 멕시코의 음악 칸숀 란첼라와 마찬가지로 대중가요라고 하는 편이 적합하다고 할 방향으로 진전되어 왔다.

## 같이 보기
- 탱고